# Вінсент Тонг
Вінсент Тонг (англ. Vincent Tong; 2 травня 1980, Ванкувер) — канадський актор, актор озвучення, кіно та дубляжу.

## Фільмографія

### Аніме
- Beyblade Burst – Укьо Ібукі
- «Зошит смерті» – Тоута Мацуда, польовий репортер
- Джин Тама – Сого Окіта
- Привіт, Карбот – Бластер
- Нана – Кіношіта
- Слем-данк – Тецуші Шіодзакі
- Історія Сайункоку – Юшунь Тей (Джун Ю), охоронець №2

### Анімація
- 16 Хадсон – Сем, містер Ву, MC
- Боб-будівельник – Мак (США), Брендон (США)
- Чіпси та картопля – містер Борсук-Лис, *містер Баффало, Па Фант, Рой Раззл, Рей Раззл
- «Вибір Чака» – Джої Адоніс, шкільний оператор
- Кутовий газ – озвучка аудіокниги, клоун, імітатор №2, Джейсон Стіл, Кайл, чоловік-хіпстер, новий пилосос, Раві, Вон Ху
- Дінотрукс – Chunk, Navs, Washout, Ankylodump #1, Craneosaur #1, Craneosaur, Jaffa
- Дракони: Дев'ять світів – Юджин Вонг
- Студент за обміном Нуль – Джон, Нефлан 1, сенсей
- Гігантозавр – Трей
- Герой: 108 – Янь Чінг
- Залізна людина: Пригоди в броні – Джин Хан / Мандарин
- Джонні Тест — Йорф Маскерберг, Cheesy Singer
- Кід проти Кет – Генрі
- Конг: Король мавп – Денні Квон, Чаттер, Молодий хлопець, Єгипетський офіцер
- Лего Ельфи – Тідус Штормсерфер
- Lego Юрський світ: Легенда про Ісла-Нублар – Доктор Генрі Ву, член команди безпеки №1, Містер ДНК, команда безпеки, працівник парку, щасливчик, тренер динозаврів, менеджер готелю, дитина №3, член ремонтної бригади, Маркус, працівник парку (2)
- Lego Юрський світ: Секретний експонат – доктор Генрі Ву, хлопчик, капітан, член команди ACU
- Найменший зоомагазин: Наш власний світ – Містер Ют, Остін Голденпап, Скут Єнот, Гофман Бірі, Продавець акул, Бригадир Ара, Працівник карнавалу тхорів, Оператор атракціонів, Рейнджер Велике Цуценя, Морж, Папуга, Сандерс Пацан, Жаб'ячий Монстр
- Лама Лама – Офіцер Фламінго, Татусь Гну
- ЛоліРок – Мефісто
- Мак і Моксі – Бламп, Маленька Пташка
- Макс Стіл — продавець, голос командира Паркера
- Мегамен: Повністю заряджений – Акі Лайт / Мегамен , Намагем
- Могутні могутні монстри – Френкі

Мій маленький поні: Дружба – це диво – Принц Блукровий, Поні Джо, Гарбл, Пончик Джо, Флеш-вартовий, Сановник, Герцог Маретонії, Жовтий перевертень, Сірий Тронний Страж 2, Пір'яний Чубчик, Селянин, Гуркіт (S7E21), Піщана Косина, Скептичний Сомнамбульний Селянин, Ілюзорний перевертень №2
- Мої пригоди з Суперменом - Стів Ломбард , Шорсткий дім
- Зануди та монстри – Ірвін Чанг-Стайн, Молодий монстр 1, Рослина перцю-людожера, Бійцівський монстр 1
- Лицарі Некзо Найтс – Джестро, Бібер-лицар, Роберто Арнольді, Роджер Скраббер
- Ніндзяґо: Майстри Спінджицу – Кай, Добрий детектив, Дублон, Лізару, Чокун, Рей, Придурок, Солдат Констріктай (2), Суддя-приглушений, Найменший хлопчик, Контролер метро №1, Солдат Веномарі, Солдат-Зміїн, Солдат-Зміїн (2), Бізарро Кай, Поліцейський, Стартоуз, Міні-скаут, Розвідник-воїн №2, Томмі, Ніндроїд, Рятувальник №2, Комп'ютер, Комп'ютерний голос, Бандит, Власник ресторану, Охоронець №1 (2), Охорона №2, Дирижабль Рекс, Злий Привид , Хлопчик зі Зламаною Рукою, Злий Пішохід, Сміттяр, Біла Маска, Байкер №1 (1), Байкер, Поліцейський (1), Солдат SOG, Вершник SOG
- Пакмен та пригоди привидів – Майстер Гу
- Пакунки від Планети X – Ден Зембровскі
- Поллі Покет – Ніколас, Мер Кіссер, Ніл, Едуардо
- Слагтерра – Джунджі, Бартолом'ю, охоронець камери Квентіна
- Сонік Прайм – Наклз-відступник, Наклз-звірюка, Наклз-жах, Доктор Діп, Доктор Не, Доктор Беббл
- Ніндзяґо: Повстання драконів — Кай
- Зоряний Промінь – Космічний Крашер, Снігонога
- Штормові яструби – Гвардія хижих птахів

Полуничний торт: Ягоди у великому місті – Пиріг з чорницею
- Суперкнига – Аарон (2)
- Супердинозавр – KAL / Erupticus
- Супермонстри – Дракула, містер Гебмор, вчитель мандаринської мови, Анрі у чоботях, Луїджі, дитина-перевертень, гість вечірки №3
- Пакет суші – Торо
- Глибина – Антей «Мураха» Нектон, піратський член екіпажу №2, офіцер WOA, охоронець №1 (1), рибалка №1, 0 №2 (2), Френк, капітан рятувального судна (2), Главк
- Принц-дракон – Принц Касеф
- Епічні історії капітана Підштанів – Додаткові голоси (не вказані в титрах).
- Останні діти на Землі – Schnozz
- Казки Тома і Джеррі – Чужа миша №1, Бородатий чоловік
- Сила Вольтрона – Деніел, робот-велосипед, офіцер зв’язку

### Фільм
- Боб-будівельник: Мега машини – Muck (США)

- Барбі: Модна казка – хлопець із Хотдогетерії

- Барбі: Школа чарівних принцес – Принц Ніколас, охоронець №2

- «Патруль привидів» – Марко Флорес, Техасець

- ЛОРД: Легенда про спустошувальні династії – Срібло

- Мій маленький поні: Дівчата з Еквестрії – Флеш Сентрі

- Мій маленький поні: Дівчата з Еквестрії – Ігри дружби – Флеш-вартовий, водій автобуса

- Мій маленький поні: Дівчата з Еквестрії – Легенда про Еверфрі – Флеш Сентрі, Сандалове дерево

- Мій маленький поні: Дівчата з Еквестрії – Райдужні скелі – Флеш Сентрі, Brawly Beats (в титрах не вказано)

- Ретчет і Кленк – Бракс Лектрус, Солана Троупер

- Ковбасна вечірка – чіпси Pislitz, соковита коробка, ямайський ром

- Слагтерра: Повернення елементалів – Джунджі

- Супермонстри: Друзі назавжди – Дракула, Луїджі, Містер Гебмор

- Вони чекають – Янг Сян

- Пригоди Бака Вайлда у Льодовиковому періоді – Краш

### Відеоігри
- Аватар: Легенда про Аанг: У пошуках *балансу – Зуко , Хару, додаткові голоси [ 3 ]
- Загублена Драгалія – Юден
- Гонки на картингу Nickelodeon 3: Автодром зі слизом – Зуко
- Прототип 2 – Додаткові голоси
- Головоломка-файтер – Рю , Кен Мастерс
- Рота-розбійник – Дієго «Чаак» Ернандес

### Англійський дубляж
- Записка смерті – Тута Мацуда
- Зошит смерті 2: Прізвище – Тоута Мацуда

## Робота екіпажу
- Шенк 2 - Режисер озвучування

## Зовнішні посилання
- Вінсент Тонг на сайті IMDb (англ.)